# Онацька Галина Миколаївна
Галина Миколаївна Онацька (Перельот) (нар. 19 вересня 1966 року в селі Велика Любаша, Костопільського району на Рівненщині) — українська поетеса і громадський діяч.

## Родина
Народилася в українській сім'ї сільського зоотехніка. Заміжня. Мати двох дітей.

## Освіта
Навчалася в середній школі села Велика Любаша та в Рівненській середній школі (1983 рік). Далі було навчання на філологічному факультеті Рівненського педагогічного інституту, але здобуття вищої освіти завершувала у Слов'янському педагогічному інституті на педагогічному факультеті (1987 рік), оскільки переїхала до Краматорська, звідки родом її чоловік.

## Трудова діяльність
Працювала вихователькою в дошкільних дитячих закладах міста Краматорська

## Громадська діяльність
- 28 листопада 2016 р. — II Всеукраїнський фестиваль мистецтв ім. Івана Пантелєєва. МПК ім. Л.Бикова, Краматорськ.
- 12 лютого 2017 р. — Благодійний марафон «Подаруй серце солдату!».МПК ім. Л.Бикова, Краматорськ
- 21 лютого 2017 р. — Зустріч з викладачами та учнями Некременської ЗОШ І-ІІ ступенів, Донецька область
- 26 лютого 2017 р. — виступ на Фестивалі мистецтв ім Івана Пантелєєва «Герої не вмирають».
- 1 грудня 2017 р — творча зустріч в Технологічному технікумі м. Краматорськ
- 9 грудня 2017 р — творча зустріч з волонтерами «Краматорськими бджілками»
- 20 грудня 2017 р. — творча зустріч в Некременській ЗОШ
- 22 грудня 2017 р. — виступ у військовій частині перед захисниками
- 23 січня 2018 р. — творча зустріч в центрі для інвалідів м. Краматорська
- 9 лютого 2018 р. — виступ в центрі пенсіонерів м. Краматорська
- 10 лютого 2018 р. — виступ на відкритті пам'ятника загиблим під час обстрілу міста Краматорська сепаратистами.
- 1 березня 2018 р. — творча зустріч на тему «Наше спільне прагнення — бути вільними!», науково-практичний круглий стіл з міжнародною участю (м. Львів)
- 2 березня 2018 р. — творча зустріч в бібліотеці для юнацтва (м. Львів)
- 21 березня 2018 р. — Концерт з моєю участю, присвячений Всесвітньому дню поезії.
- 28 березня 2018 р. — Спільна творча зустріч поетів Краматорська в Машинобудівному технікумі.
- 5 квітня 2018 р. — творча зустріч в ЗОШ № 17
- 26 квітня 2018 р. — виступ в школі № 31.Творча зустріч з учнями школи № 31 м. Краматорська.
- Червень 2018 р. — Виступ на відкритті днів української культури в Болгарії.
- Червень 2018 р. — Виступ на завершенні днів української культури в Болгарії
- 04.11. 2018 р. — Поетичні читання в м. Бургас перед представниками співдружності «Діаспора Україна».
- Лютий 2019 р. — Творча зустріч з волонтерами і презентація книжки «Сонячне джерело».
- 09.03. 2019 р. — взяла участь у поетичних читаннях, присвячених 205 річниці з дня народження Т. Г. Шевченка у м. Краматорську, біля пам'ятника великого Кобзаря.
- 09.03.2019 р. — Творча зустріч у майстерні «Краматорських бджілок».
- 10.03 2019 р. — Виступ на творчому вечорі «На струнах Кобзаревої душі» в Дитячій центральній бібліотеці м. Краматорська.
- Квітень 2019 р. — Творча зустріч в Центрі пенсіонерів, м. Краматорська.
- 11 травня 2019 р. — провела творчу зустріч у санаторії « Нафтуся», м. Трускавець.
- 19 листопада 2019 р. — творчі читання на радіо в Київській міській організації Українського товариства сліпих (УТОС).
- 30 листопада 2019 р. — V Всеукраїнський фестиваль мистецтв ім. Івана Пантелєєва. МПК ім. Л.Бикова, Краматорськ.
- Неодноразово брала участь в гуманітарній акції «Другий фронт АТО» — передавала на фронт збірки своїх поезій із побажаннями та словами підтримки.
- 21 лютого 2021 р. — зустріч з пластунами Краматорська в рамках Дня рідної мови. Поповнення їхньої бібліотеки своїми книгами.
- 15 травня 2021 р. — участь у П'ятому літературно-мистецькому фестивалі «Кальміюс», Краматорськ
- 19 травня 2021 р. — літературна зустріч «Поетичний світ Галини Онацької», Костопільська районна бібліотека, Рівненська область.
- 18 лютого 2022 р. — виступ на відкритті виставки фотокартин О. Максименка до річниці подій на Майдані 2013-14 років. Краматорськ. Донецький обласний краєзнавчий музей.
- 14 листопада 2023 — презентація міжнародної антології «Указ» польських та українських поетів, присвяченій боротьбі України проти московитської агресії. Лодзь, Польща.
- 31 жовтня 2024 — вечір присвячений Українській писемності та мові на базі творчості Г.Онацької у м.Бургас, Болгарія.

## Творчість

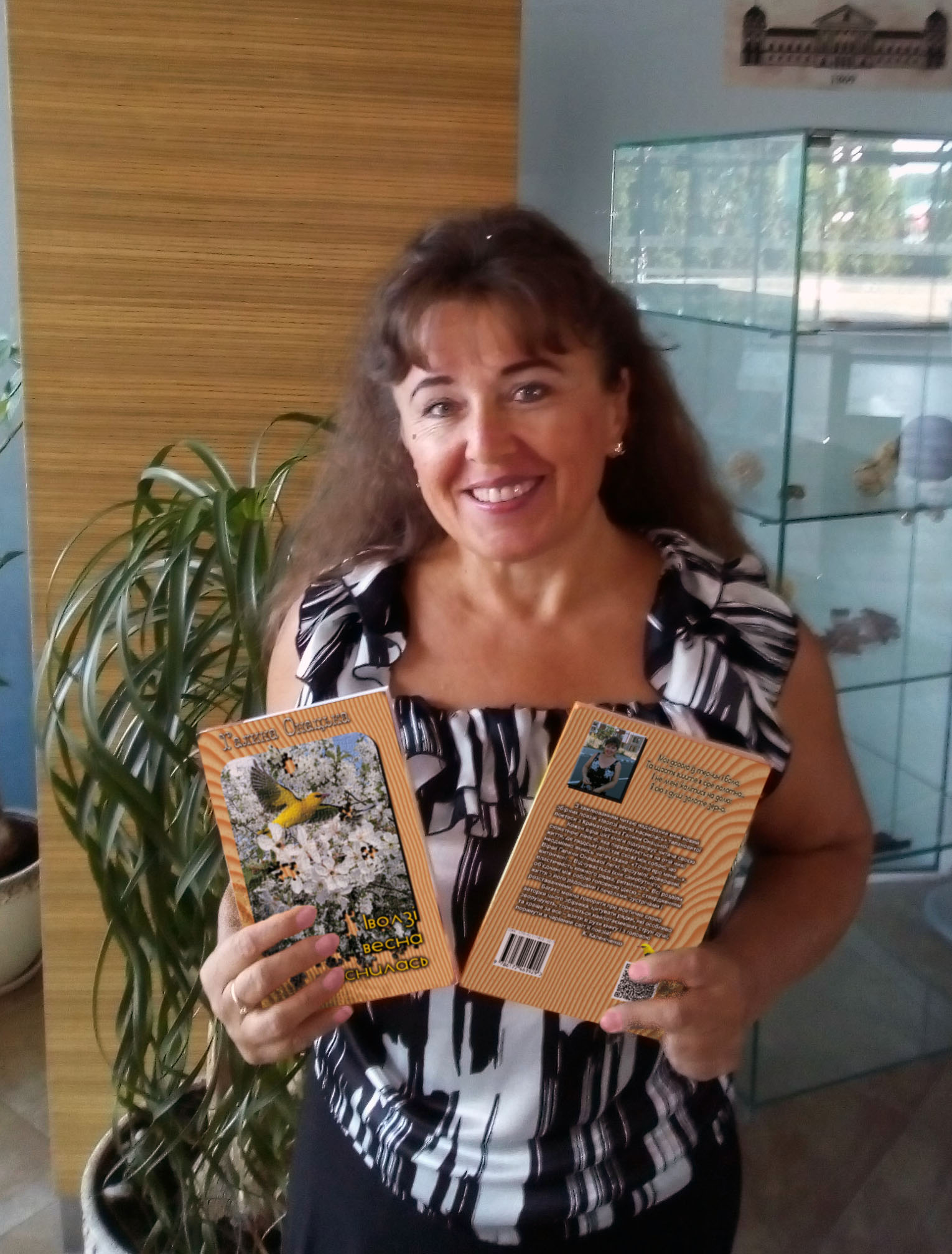
Галина Онацька зі щойно виданою книгою «Іволзі весна наснилась», 2017 р.

«Перший вірш написала в четвертому класі на уроці російської мови, змальовуючи красу берізок біля рідної хати. Під час навчання на першому курсі писала багато. Але ті вірші не збереглися. Учасники нашого літературного гуртка їздили з виступами в школи та інші організації.
Після закінчення вишу працювала деякий час вихователем в дошкільному закладі. В цей період писала вірші для своїх дітей та для діток у дитячому садочку.» — пише в інформаційному порталі українців світу «Стожари» Богдан Залізняк, керівник прес-центру наукової журналістики ЗНЦ НАН України і МОН України, член НСПУ і НСЖУ, м. Львів.
Про активний початок писання віршів сама Галина розповідає так: «Коли почався Майдан, я захворіла, але слідкувала за кожним моментом по телевізору в новинах. Мене дуже вразив дух людей, сила і віра в перемогу. А трагічні події сприймала з болем і гіркотою. Плакала разом з іншими і співчувала. Вірші самі складалися і виливалися на папір. Публікувала вірші на сторінках Всесвітньої мережі.»
В березні 2017 року ввійшла до складу Краматорського літературного об'єднання ім. М.Рибалка [Архівовано 23 серпня 2019 у Wayback Machine.].
З 2016 року при активній фінансовій підтримці чоловіка почала друкуватися в колективних збірках та випустила
авторські збірки:
1. Онацька Г. М. Незримий шлях моєї долі. Хмельницький. ФО-П Стасюк Л. С., 2016. — 184с. ISBN 978-617-7299-62-1
2. Онацька Г. М. Попереду — життя. Хмельницький. ФО-П Стасюк Л. С., 2016. — 112с. ISBN 978-617-7299-97-3
3. Онацька Г. М. Весна не може не прийти. Хмельницький. ФО-П Стасюк Л. С., 2017. — 116с. ISBN 978-617-7461-29-5
4. Онацька Г. М. Спиніть війну! Хмельницький. ФО-П Стасюк Л. С., 2017. — 220с. ISBN 978-617-7461-68-4
5. Онацька Г. М. Іволзі весна наснилась. Хмельницький. ФО-П Стасюк Л. С., 2017. — 140с. ISBN 978-617-7461-95-0
6. Онацька Г. М. Осінні міражі: Вибрані поезії/ Галина Онацька. — Біла Церква: Час Змін Інформ, 2018. — 188с., іл. ISBN 978-617-7477-14-2
7. Онацька Г. М. Сонячне джерело: поезії/ Галина Онацька; передм. В.Крупки.– Біла Церква: Час Змін Інформ, 2019. — 204с., іл. ISBN 978-617-7477-37-1
8. Онацька Г. М. Крок у безсмертя: Вибрані поезії / Галина Онацька. — Біла Церква: Час Змін Інформ, 2020. — 176 с., іл. ISBN 978-617-7477-81-4
9. Онацька Г. М. Стежина між соняхів. Вінниця: ТОВ «ТВОРИ», 2020. — 208 с., іл. ISBN 978-966-949-127-5
10. Онацька Г. М. Для щастя так мало треба: Поезії / Галина Онацька. — Біла Церква: Час Змін Інформ, 2021. — 212 с., іл. ISBN 978-617-7959-18-1
11. Онацька Г. М. Блукаючи світами одкровень: Поезії / Галина Онацька. — Біла Церква: Час Змін Інформ, 2023. — 180 с., іл. ISBN 978-617-7959-83-9
12. Онацька Г. М. Ми — діти Гідності і Волі: Поезії / Галина Онацька. — Біла Церква: Час Змін Інформ, 2024. — 236 с., іл. ISBN 978-617-8136-07-9

Поетичні альманахи та колективні збірки:
1. Він, вона і війна: збірка віршів / упорядкув. Т. Цибульська — Кременчук: Видавець ПП Щербатих О. В., 2014 — 94с., ISBN 978-617-639-112-8
2. Енциклопедія сучасної літератури. Літературний альманах. — Хмельницький. Видавець ФО-П Стасюк Л. С., 2016—224 с., ISBN 978-617-7461-24-0
3. Галактика любові. Літературний альманах. — Хмельницький. Видавець ФО-П Стасюк Л. С., 2017. -200 с., ISBN 978-617-7461-40-0
4. Скарбниця мудрості. Літературний альманах. — Хмельницький. Видавець ФО-П Стасюк Л. С. , 2017. -224с., ISBN 978-617-7461-71-4
5. Огні горять…: збірка / упорядник Т. Цибульська — Кременчук: Видавець ПП Щербатих О. В., 2017—162 с., ISBN 978-617-639-142-5
6. Серце Європи. Літературний альманах. — Хмельницький. Видавець ФО-П Стасюк Л. С., 2017. — 200с., ISBN 978-617-7461-89-9
7. Нас світло правди кріпить і єднає. — Львів: Видавництво «Растр-7», 2017. — 300 с., ISBN 978-617-7497-28-7
8. Я дякую тобі. Літературний альманах. — Хмельницький. Видавець ФО-П Стасюк Л. С., 2017. — 200с., ISBN 978-617-7590-11-7
9. Ковток життя. Осінь-2017: літературно-художній альманах — Біла Церква: Час Змін Інформ, 2017. — 156 с., ISBN 978-617-7477-03-6(серія), ISBN 978-617-7477-09-8
10. Думки романтика. — Хмельницький. Видавець ФО-П Стасюк Л. С., 2018. -216 с., ISBN 978-617-7590-34-6
11. Ковток життя. Зима-2018: літературно-художній альманах — Біла Церква: Час Змін Інформ, 2018—144с. ., ISBN 978-617-7477-03-6(серія), ISBN 978-617-7477-13-5
12. Ковток життя. Весна-2018: літературно-художній альманах — Біла Церква: Час Змін Інформ, 2018. -176 с., ISBN 978-617-7477-03-6(серія), ISBN 978-617-7477-20-3
13. Ковток життя. Літо-2018: літературно-художній альманах — Біла Церква: Час Змін Інформ, 2018. -148 с., ISBN 978-617-7477-03-6(серія), ISBN 978-617-7477-28-9
14. Лине слово понад Тором. — Краматорськ: Видавництво ЦТРІ — «Друкарський дім», 2018. — 100 с., ISBN 978-617-7415-53-3
15. Танець семи покривал: збірка поезій / упорядник Т. Цибульська — Кременчук: Видавець ПП Щербатих О. В., 2018—212 с., ISBN 978-617-639-187-6
16. Поетична топоніміка — 2. Поезія і проза про топоніми України. (Літературно-краєзнавче видання. Ред.-упорядник Любов Сердунич). — Хмельницький. Видавець ФОП Цюпак А. А., 2018., 248 с., ISBN 978-617-513-525-9
17. Понад усе нам — Україна: Поезії. Упорядник О.Печора — Лубни: Інтер Парк, 2018. — 300 с., ISBN 978-966-2773-86-6
18. Ковток життя. Осінь-2018: літературно-художній альманах — Біла Церква: Час Змін Інформ, 2018. — 216 с.,(Ковток життя), ISBN 978-617-7477-03-6(серія), ISBN 978-617-7477-35-7
19. Літературно-художнє видання Різдво приходить зі снігом — поезія, проза., Рівне: ФОП Аполонець О. О., 2018. -122 с., ISBN 978-966-23-11-63-2
20. Обпалені крила. Поезія сучасної України. –К., видавництво Друкарський двір Олега Федорова, 2018. -476 с., ISBN 978-617-7583-43-0
21. Ковток життя. Зима-2019: літературно-художній альманах — Біла Церква: Час Змін Інформ, 2019. — 228с., ISBN 978-617-7477-03-6(серія), ISBN 978-617-7477-44-9
22. Ковток життя. Літо-2019: літературно-художній альманах — Біла Церква: Час Змін Інформ, 2019. -196 с., ISBN 978-617-7477-03-6(серія), ISBN 978-617-7477-63-0
23. Українська вишиванка: Поезії, пісні Упорядник О.Печора — Лубни: Інтер Парк, 2019. — 240 с., ISBN 978-966-2773-99-6
24. Літературно-художній альманах «За чашкою кави» — поезія і проза., Ю. В. Мельник, редагування, упорядкування, Рівне: ФОП Аполонець О. О., 2019. — 202 с., ISSN 977-231-1604-000-01
25. Медобори. Альманах,№ 15. — Хмельницький, Видавець ФОП Цюпак А. А., 2019. — 360 с., ISBN 978-617-513-583-9
26. Ковток життя. Зима-2020: літературно-художній альманах — Біла Церква: Час Змін Інформ, 2020. -300с., ISBN 978-617-7477-03-6(серія), ISBN 978-617-7477-80-7
27. Мама, матінка, матуся. Редактор-упорядник О. Макарчук. — Вінниця, ТОВ «ТВОРИ», 2020. 126 с., ISBN 978-966-949-318-7
28. У пошуку альтернативи. Поезія сучасної України. Ч. 2 — К., Друкарський двір Олега Федорова, 2020. — 528 с. ISBN 978-617-7817-64-1
29. Сміхотерапія 2020: гумор / упорядник Т. Цибульська — Кременчук: Видавець ПП Щербатих О. В., 2020—208 с., ISBN 978-617-639-273-6
30. От сердца — к сердцу Від душі — до душі. — Краматорськ: Видавництво ЦТРІ — «Друкарський дім», 2019. — 176 с. ISBN 978-617-7415-59-5
31. Водограй мрій. № 12 (Всеукраїнське добровільне об'єднання незалежних авторів та митців) — Київ: Видавництво ТОВ "НВП «Інтерсервіс», 2021. — 170 с. ISBN 978-617-696-720-8
32. Ковток життя. Літо-2021: Літературний альманах — Біла Церква: Час Змін Інформ, 2021. -280с., ISBN 978-617-7477-03-6(серія), ISBN 978-617-7959-46-4
33. Немеркнуче світло сердець/ збірка поезій та прози — Краматорськ: Видавництво ЦТРІ — «Друкарський дім», 2021. — 204 с. ISBN 978-617-7415-96-0
34. Про що гудуть сирени України? : Літературний альманах ; передм. М. Дубовик. — Біла Церква: Час Змін Інформ, 2022. — 192 с., іл. ISBN 978-617-7959-68-6
35. Ковток життя. Весна-2022: Літературний альманах — Біла Церква: Час Змін Інформ, 2022. -172с., ISBN 978-617-7477-03-6(серія), ISBN 978-617-7959-69-3
36. УКРАЇНА НЕПЕРЕМОЖНА: Громадянська лірика Упорядник О.Печора — Лубни: Інтер Парк, 2022. — 400 с. ISBN 978-617-7658-40-4
37. Ковток життя. Літо-2022: Літературний альманах — Біла Церква: Час Змін Інформ, 2022. -170с., ISBN 978-617-7477-03-6(серія), ISBN 978-617-7959-69-3
38. Ковток життя. Осінь-2022: Літературний альманах — Біла Церква: Час Змін Інформ, 2022. -188с., ISBN 978-617-7477-03-6(серія), ISBN 978-617-7959-77-8
39. Ukaz. Antologia polskich i ukraińskich poetów przeciw wojnie /Redakcja całości i przekłady tekstu Małgorzata T. Skwarek-Gałęnska — Katamaran Literacki. Druk Piktor, Łódź 2023—150 s. , ISBN 978-83-95379833
40. На позитиві. Поезії. Упорядник О.Печора — Лубни: Інтер Парк, 2024. — 408 с., ISBN 978-617-7658-40-4
41. Українські літератори Краматорська. Довідник-антологія, 1868—2023 р.р. під редакцією О. Максименка
42. На боці світла. Поетичний альманах — Київ. "Друкарський двір Олега Федорова", 2024. -264с., ISBN 978-617-8169-51-0
43. СНІП: Сучасна новелістика і поезія: Літературний альманах. Випуск 3/ГО "Поетична родина". — Вінниця. ТВОРИ, 2024. -428с., ISBN 978-617-552-634-7
44. Millenium Exclusive Club. Міжнародний проєкт для успішних людей. - Київ. 75/235, Травень 2024

## Пісні
Не залишають без уваги творчість Галини Онацької композитори та виконавці:

Вячеслав Чорний («Вже і сонце сідає», «Летять лелеки», «Ми з тобою разом, осінь», «Рідний край», «На даху гніздечко», «В час біди»);

Володимир Ринденко («Виший мені, мамо», «Найгарніша — вона», «Якщо твій день», «Жінка-осінь», «Новий рік», «Я тебе лиш одну кохав»);

Микола Ведмедеря («Весняний день», «Вишиванка», «Все, чим я багата», «Вишиванки», «Житами в росах я ходила», «Намалюй мені зоряні весни», «Подарунки осені», «Йде Різдво», «Летять лелеки», «Маргаритки», «Лелеки»);

Геннадій Володько («Золота осінь»);

Микола Жогло («Пісня осені», «Летять лелеки», «Назустріч літу»);

Юрій Шульженко («Марш добровольців Майдану»);

Олена Сологуб («Зимовий сон», «Спи маленьке ластів'ятко»);

Наталія Крівець («Етюд закоханих сердець»);

Олександр Рожанський («Мати жде сина з війни», «Панно Осінь…», «Я знаю буде день, і буде час», «Як ти там, рідна хато?», «Люби життя», «Моя пізня осінь…», «Роби добро», «Збережи кохання», «Найкращий день — твоє народження», «Я пишаюсь тобою мій світе», «Мої рими», «Ти мене дочекайся з війни», «Подарунок з осені», «Напій осінній», «Боже! Неповторний світ», «Дорога додому», «Ода жінці» ); 

Жанна Пассі («Гарбузовий рай»),

А співак Василь Лаврінчук записав пісню «Мадонна» на музику Валерія Залкіна та «Служу вітчизні» на музику Кірсанова Ю.

## Відзнаки
- Вересень 2018 р. Книжки «Спиніть війну!», і «Осінні міражі» було відзначено дипломом, а автора визнано Лауреатом XIX Загальнонаціонального конкурсу «Українська мова — мова єднання», у номінації «Рубежі подвигів і безсмертя». Організатори конкурсу: Національна спілка журналістів України й Одеська регіональна організація НСЖУ.
- Вересень 2018 р. Книжка «Іволзі весна наснилась» була відзначена дипломом лауреата конкурсу у номінації «Країна, витоки, родовід».
- 02.02.2019 р. на Першому літературно-мистецькому конкурсі імені Всеволода НЕСТАЙКА отримала Диплом І ступеня у номінації ПОЕЗІЯ (Книжки): За видання «ОСІННІ МІРАЖІ».
- 10 травня 2019 р. Нагороджена дипломом за участь у II Міжнародному фестивалі співаної поезії «Lviv Music & Poetry Week» за популяризацію розвитку української культури.
- 14 червня 2019 р. нагороджена почесною грамотою і цінним подарунком за участь у міжнародному фестивалі «Славянска пролет», присвяченому Дню слов'янської писемності та культури, що пройшов у болгарському місті Бургас.
- 24 серпня 2019 р. Диплом та Почесна відзнака Лауреата XX Конкурсу «Українська мова — мова єднання» за книгу поезії «Сонячне джерело». Організатори конкурсу: Національна спілка журналістів України й Одеська регіональна організація НСЖУ.
- 20 листопада 2019 р. Диплом та Почесна відзнака за І місце у номінації «Мій рідний край» ІХ Київського обласного відкритого фестивалю-конкурсу для осіб з інвалідністю «Поетичний рушник», місто Обухів.
- лютий 2020 р. — ПОДЯКА начальника управління з гуманітарних питань Краматорської міської ради за високі творчі досягнення, активну участь у літературному житті міста, вагомий внесок у розвиток культури і літератури Донеччини та з нагоди 85-ї річниці від дня заснування Краматорського міського літературного об'єднання ім. М.Рибалка
- 24 серпня 2020 р. отримала Грамоту Почесного Консульства України в м. Бургас, Болгарія та спілки «Діаспора України» в м. Бургас за участь в концертній програмі з нагоди святкування 29-ї річниці Незалежності України.
- 28 серпня 2020 р. стала лауреатом Загальнонаціонального конкурсу «Українська мова — мова єднання» у номінації « Рубежі подвигів і безсмертя» за книжки «Крок у безсмертя» та «Стежина між соняхів». Організатори конкурсу: Національна спілка журналістів України й Одеська регіональна організація НСЖУ.
- 30 листопада 2020 р. Диплом та Почесна відзнака за II місце у номінації «Мій рідний край» Х Київського обласного відкритого фестивалю-конкурсу для осіб з інвалідністю «Поетичний рушник», місто Обухів.
- Квітень 2021 р. Диплом за II місце V Міжнародного Конкурсу «Місто поезії», м. Горішні Плавні, Україна
- 1 грудня 2021 р. Диплом та Почесна відзнака за І місце у номінації «Присвяти» ХІ Всеукраїнського фестивалю-конкурсу для осіб з інвалідністю «Поетичний рушник», місто Обухів.
- 12 лютого 2022 р. І місце у IV Всеукраїнському літературному конкурсі ім. Леся Мартовича в номінації «Поезія. Книга» та з нагоди 151-річниці від дня народження Леся Мартовича.
- 29 листопада 2022 р. ГРАН-ПРІ XII Всеукраїнського фестивалю-конкурсу для осіб з інвалідністю «Поетичний рушник», місто Обухів.
- 5 грудня 2023 р. — Міжнародна премія «Культурна дипломатія» у Номінації «Народна дипломатія». Рішення про нагородження № 793.
- Грудень 2023 р. Лауреат Загальнонаціонального конкурсу «Українська мова — мова єднання» у номінації «Квітни, мово наша рідна» за літературно-художнє видання «Для щастя так мало треба». Організатори конкурсу: Національна спілка журналістів України й Одеська регіональна організація НСЖУ.
- Грудень 2024 р. Лауреат Загальнонаціонального конкурсу «Українська мова — мова єднання» у номінації «На видноті всього світу» за літературно-художні видання «Ми - діти Гідності і Волі» та «Блукаючи світами одкровень». Організатори конкурсу: Національна спілка журналістів України й Одеська регіональна організація НСЖУ.
- 7 лютого 2025 року. Рішенням БО «Комітет з громадських нагород України», м. Київ,  № 068 присвоєно звання «Почесний діяч культури» за значні досягнення в сфері музики та культури, високу майстерність, активну творчу діяльність.

## Рецензії
В передмові до третьої збірки поезій кандидат педагогічних наук і поетеса Ірина Небеленчук пише: «„Україна“, „патріот“, „рідна мова“… Коли свідомий українець чує зазначені слова та подібні їм, то у пам'яті постають імена Олени Теліги, Василя Симоненка, Василя Стуса. Любов до України для них була понад усе. У сучасному літературному просторі в контексті подій, що їх переживає Україна, можемо виокремити прізвище Поета і Людини, якій болить доля Рідної Країни, її минуле, теперішнє та майбутнє, ліричні твори якої співзвучні віршам названих поетів. Це Галина Онацька. Поетеса зазначає:
Хоч, може, я і не такий уже й поет,

Та осторонь стояти я не можу,

Як на частини розривають вщент

Мою Вітчизну…
Чи не ці рядки поетеси перегукуються з рядками Олени Теліги:
Хоч людей довкола так багато,

Та ніхто з них кроку не зупинить,

Якщо кинути в рухливий натовп

Найгостріше слово – Україна?
Галина Онацька, так само, як і Олена Теліга, „кидає“ не лише в натовп, а й в небо, де знаходиться Вища Сила, котра бачить несправедливість нинішньої війни, найрідніше, найгарніше, наймилозвучніше слово „Україна“. Україна для поетеси — це місце, де народився, живеш, де живуть батьки, знаходиться коханий чоловік, зростають дітки, де проливають кров сини, брати, чоловіки, батьки, відвойовуючи кожний клаптик рідної землі.»
У ще одній передмові, до сьомої збірки «Сонячне джерело», письменник і літературознавець Віктор Крупка зауважує: «Творчості та життєвій філософії Галини Онацької притаманна ще одна риса — „пафос екоетики“ (М. Стрельбицький). В одній із моїх розвідок, присвяченій імперативам роду в поезії П. Перебийноса, йдеться про те, що „у лоні Землі вони [люди] виробили свої моральні норми: обожнювали її, шанобливо ставилися до неї, здійснювали багатовікову практику мудрого побутування“. Саме звідти, з традиційного пошанування сил Землі, і бере початок невичерпна тема змалювання й одухотворення природи, її яскравих і малопомітних проявів та світозмін. Тому не випадково надибуємо на її відтворення у творчості М.Коцюбинського, Б. І. Антонича, О.Довженка та ін.»
В дослідженні «Війна в Донбасі в поетичному осмисленні Галини Онацької» кандидат філологічних наук, доцент кафедри теорії і практики початкової освіти Донбаського державного педагогічного університету Сиротенко В. говорить: «Відзначивши готовність самої Г. Онацької (як і її ліричних героїнь!) боротися за Україну до загину, було б несправедливо оминути один нюанс, який явно відчувається у творі „Забракло слів, говорять кулемети“ (збірка „Попереду — життя“). Загалом він просякнутий патріотично-трагічними настроями („Скільки коштує життя чужого брата?..“), однак їхню гармонію порушують риторичні питання-вставки „Знов торгуються очільники країни“, „І десь торгуються у залах депутати“, які примушують не лише пишатися і співчувати, а й об'єктивно-спокійно оцінити дії можновладців незалежно від того, по чий бік кордону вони знаходяться…
…можемо стверджувати, що сучасна українська література збагатилася ще одним ім'ям, і хай воно ще недостатньо відоме широкому українському загалові, воно, ми впевнені, не загубиться, бо за ним стоїть Людина з палким серцем і власним художнім баченням світу.»
Слова члена НСПУ Галини Литовченко з передмови до десятої, ювілейної, книги поетеси «Для щастя так мало треба»: «Видання Галини Онацької переважно мають значний об'єм. Вони густо населені літературними героями, численними персонажами, різноманітністю тем. Тому мене, людину творчу, її поезії надихають, налаштовують на нові задумки: відразу хочеться братися за перо і самій розпочинати творити. Та стримує той поквапливий порив боязнь: чи не закрадеться, часом, непомітний плагіат і не вплете щойно прочитані вподобані вислови, метафори у особисті рядки. Тож, перегорнувши останню сторінку, даю часові насолодитися приємним післясмаком.»